# プタリン・ジャヤ
プタリン・ジャヤ（マレー語: Petaling Jaya）は、マレーシアの首都であるクアラルンプールの衛星都市として発展したセランゴール州の特別市の１つ。クアラルンプールとは隣接している。現地の人では略してこのエリアをPJと呼んでいる。

## 語源
プタリン・ジャヤのプタリンとは、その材が家の柱などに用いられる高木の植物名(Ochanostachys amentacea)に由来する。

## 市内区分
プタリンジャヤ市はセクションと呼ばれる区分で住所分けされている。＜例：SS1やSeksyen12など＞

## 姉妹都市
- 広州市、中国
- バンドン、インドネシア
- 三芳町、日本
- さいたま市、日本